# Tây Florida
Florida thuộc Tây Ban Nha (tiếng Tây Ban Nha: Florida Occidental) là một khu vực trên bờ biển phía bắc của vịnh Mexico với ranh giới và quyền sở hữu khác nhau. Tỉnh Tây Florida được Anh thành lập năm 1763 từ các vùng lãnh thổ do Tây Ban Nha và Pháp đầu hàng. Khu vực này được thành lập từ phần phía Tây Florida, Tây Ban Nha và một số khu vực được lấy từ Louisiana thuộc Pháp. Thuộc địa Tây Florida bao gồm khu vực hiện được gọi là Florida Panhandle cộng với một phần của khu vực hiện là một phần của Louisiana, Mississippi và Alabama. Thủ đô Tây Florida nằm ở Pensacola.

## Lịch sử
Vương quốc Liên hiệp Anh thành lập Tây và Đông Florida từ các vùng lãnh thổ lấy từ Pháp và Tây Ban Nha sau chiến thắng của Anh trong Chiến tranh Pháp và người da đỏ. Bởi vì lãnh thổ mới được mua lại này quá lớn để được quản lý từ một trung tâm hành chính, người Anh đã chia nó thành hai thuộc địa được ngăn cách bởi sông Apalachicola. Chính phủ Tây Florida của Anh có hàng ngàn thành phố ở Pensacola và thuộc địa này bao phủ khu vực Florida cũ của Tây Ban Nha ở phía tây Apalachicola cộng với một phần của Louisiana thuộc Pháp. Do đó, Tây Florida thuộc Pháp bao gồm tất cả các khu vực giữa sông Mississippi và Apalachicola, trong khi giới hạn phía bắc thay đổi trong những năm tiếp theo.
Tây và Đông Florida vẫn trung thành với Anh trong Cách mạng Mỹ và trở thành nơi ẩn náu cho những người trung thành chạy trốn khỏi Mười ba thuộc địa. Tây Ban Nha xâm chiếm Tây Florida và chiếm được Pensacola vào năm 1781, và sau khi chiến tranh kết thúc, người Anh đã đầu hàng Florida sang Tây Ban Nha. Tuy nhiên, ranh giới không rõ ràng đã gây ra tranh chấp biên giới giữa Tây Florida, Tây Ban Nha và Hoa Kỳ. Tranh chấp này được gọi là tranh cãi Tây Florida. Sự bất đồng giữa những người định cư Mỹ và Anh với chính phủ Tây Ban Nha khiến họ tuyên bố độc lập của Cộng hòa Tây Florida tại một khu vực nằm giữa sông Mississippi và Perdido vào năm 1810. Khu vực này sau đó bị Hoa Kỳ sáp nhập, người tuyên bố rằng khu vực này là một phần của Vùng đất mua Louisiana vào năm 1803. Năm 1819, Hoa Kỳ đã đàm phán mua khu vực Tây Florida còn lại và khắp Florida Phía đông trong Hiệp ước Adams–Onís, và vào năm 1822, hai lãnh thổ đã được sáp nhập vào Lãnh thổ Florida ở Hoa Kỳ.